# Marquay (Pas-de-Calais)
Marquay település Franciaországban, Pas-de-Calais megyében. Lakosainak száma 173 fő (2022. január 1.). Marquay Monchy-Breton, Bailleul-aux-Cornailles, Ligny-Saint-Flochel, Ostreville és Roëllecourt községekkel határos.

## Népesség
A település népességének változása:
| Lakosok száma | 175  | 185  | 183  | 179  | 176  | 176  | 179  | 180  | 173  |
|               | 2013 | 2015 | 2016 | 2017 | 2018 | 2019 | 2020 | 2021 | 2022 |